# Roversi
Roversi es una localidad argentina ubicada en el departamento Moreno de la provincia de Santiago del Estero. Se halla sobre la Ruta Nacional 89, que constituye su principal vía de comunicación vinculándola al nordeste con Gancedo y al oeste con Quimilí.
Se formó en torno a una estación del Ramal C3 desde Añatuya, y del Ramal C24 del Ferrocarril Central Norte Argentino, luego levantado.
El agua proviene de una perforación de 180 metros.

## Población
Cuenta con 185 habitantes (Indec, 2010), lo que representa un incremento del 1,6% frente a los 182 habitantes (Indec, 2001) del censo anterior.
| Gráfica de evolución demográfica de Roversi entre 1991 y 2010 |
|                                                               |
| Fuente: Censos nacionales del INDEC                           |